# Immersive Media
Immersive Media Company (IMC) è un'impresa di immagini digitali specializzata nei video sferici immersivi. La compagnia madre Immersive Media Corp. ha sede a Calgary in Alberta ma gli uffici di Immersive Media sono a Portland in Oregon e a Dallas in Texas.
È una compagnia quotata in borsa sul TSX con il simbolo IMC.
Fu fondata nel 1994 e fece il suo debutto con il primo video immersivo al mondo nel 1995 al SIGGRAPH a Los Angeles.